# Symphonie en ré mineur de Bruckner
Pour les articles homonymes, voir Symphonie no 0.
La Symphonie en ré mineur, WAB 100, d’Anton Bruckner, est une symphonie qu'il composa en 1869.
C'est en fait la troisième symphonie du compositeur, après la Symphonie en fa mineur et la Première Symphonie. L'absence de numérotation vient du fait que Bruckner l’écarta et l’« annula » (« annullierte »), ce qui lui donna le surnom « die Nullte » (« n° 0 »).
Peu jouée, comme ses autres œuvres dites de jeunesse, elle laisse pourtant entendre les prémices des symphonies qu’il composera à partir des années 1870, et indique une maîtrise incontestable du style romantique. Elle est en quatre mouvements :
1. Allegro
2. Andante
3. Scherzo : Presto – Trio : Langsamer und ruhiger
4. Finale : Moderato – Allegro vivace

## Fiche technique
- Titre : Symphonie en ré mineur (Sinfonie in d-moll)
  - Surnom : Zéroïème Symphonie (Nullte Sinfonie)
- Catalogage : WAB 100
- Durée : Quarante à quarante-cinq minutes environ
- Composition : Du 24 janvier au 16 juillet 1869, Vienne, et du 19 août au 12 septembre de la même année, Linz
- Création :
  - Les deux derniers mouvements : Klosterneuburg, 17 mai 1924, sous la direction de Franz Moißl
  - La symphonie complète : Klosterneuburg, 12 octobre 1924, sous la direction de Franz Moißl

La partition est écrite pour deux flûtes, deux hautbois, deux clarinettes, deux bassons ; quatre cors, deux trompettes, trois trombones ; timbales ; et cordes (violons I et II, altos, violoncelles et contrebasses).

## Éditions
Il existe deux éditions de la symphonie :
- Josef Wöß, 1924, publiée par Universal. Cette édition, qui comporte de larges retouches, est de fiabilité douteuse.
- Leopold Nowak, 1968, publiée par l’Internationale Brucker-Gesellschaft. C'est l'édition critique, majoritairement utilisée aujourd’hui.

## Histoire

### Composition
La symphonie a été composée du 24 janvier au 12 septembre 1869, ce qui en fait la troisième de Bruckner après la Symphonie en fa mineur et la Symphonie no 1 en ut mineur ; le manuscrit portant le titre de Symphonie no 2.
Bruckner, qui s’était installé à Vienne à l’automne 1868, vivait une période relativement heureuse, avec une tournée à Nancy et Paris, à l’occasion de laquelle il fait apprécier ses talents d’organiste. Après avoir poursuivi son travail jusqu’en juillet, il l’achève de la mi-août à la mi-septembre à Linz, où il est en vacances.
Désireux de faire jouer son nouvel ouvrage, il le présente au chef d’orchestre de la Cour, Otto Dessoff, qui commence à lire le premier mouvement et s’étonne : « Où est le thème principal ? » Bruckner, toujours peu sûr de lui et extrêmement sensible à la critique, est découragé et retire l’œuvre.

« [The] D-minor symphony of 1869 was initially designated Symphony No. 2, while the C-minor symphony of 1872 was his Symphony No. 3. At some time in 1872 or 1873, Bruckner decided to leave the D-minor symphony unnumbered, and he called the C-minor symphony of 1872 his Symphony No. 2.
Traduction : La Symphonie en ré mineur de 1869 avait été initialement identifiée comme Symphonie n° 2, tandis que la symphonie en ut mineur de 1872 était sa Symphonie n° 3. En 1872 ou 1873, Bruckner décida de laisser la Symphonie en ré mineur non numérotée, et il désigna la Symphonie en do mineur de 1872 comme Symphonie n° 2. »

Selon Benjamin-Gunnar Cohrs, la symphonie aurait été révisée entre octobre 1887 au plus tôt et avril 1891 au plus tard. En 1895, un an avant sa mort, alors qu’il détruisait des travaux de jeunesse, Bruckner commente en plusieurs endroits dans la partition : « Pas valable », « Seulement un essai », « À rejeter ». Sur la page de garde, il note : « Annullirt » (« Annulée »), raye le « 2 » – depuis longtemps attribué, du reste, à une autre symphonie – et ajoute un « ø ». Note que le vieux maître parvenu à la gloire attribue à un travail de jeunesse, ou indication chronologique ? La première de ses trois symphonies en ré mineur portera en tout cas ce numéro et le surnom de « Nullte », qui n’a rien fait pour améliorer sa réputation.

« Like many other composers, I believe Bruckner was merely being too self-critical, and the unnumbered symphonies are also works worthy of our enjoyment.
Traduction : Comme beaucoup d'autres compositeurs, je crois que Bruckner était souvent trop auto-critique, et les symphonies non numérotées sont aussi dignes d'être écoutées avec plaisir. »

### Création
La symphonie n’est créée qu’en 1924, une soixantaine d’années après sa composition et près de trente ans après la mort du compositeur, ce qui explique qu’on lui adjoigne parfois la mention « Opus posthume ». Franz Moißl dirige le 17 mai les troisième et quatrième mouvements, et le 12 octobre la symphonie complète.

## Analyse

### Allegro
Le premier mouvement est un Allegro, en ré mineur, à 4/4, de trois cent cinquante-trois mesures, soit une durée de treize minutes environ. Il est construit en forme de mouvement de sonate. Son premier thème est en quelque sorte une préfiguration du motif d'accompagnement du premier thème de la troisième symphonie.

### Andante
Le deuxième mouvement est un Andante, en si bémol majeur, à 4/4. C’est une longue et paisible méditation, dans laquelle les cordes, en un motif en forme de choral, dialoguent avec les bois.

### Scherzo – Trio
Le troisième mouvement est un Scherzo, noté « Presto », en ré mineur, à 2/4 ; il intègre un Trio, noté « Langsamer und ruhiger » (« Plus lent et plus calme »), en sol majeur avec des allusions en sol mineur.

Sur la page de couverture du 1er mouvement – fol. 38 du manuscrit A-LIlmMusHS517 – se trouve une ébauche d'un trio inutilisé. Daté : Vienne, 18 mars 1869. Le 2 juillet 2022, Ricardo Alejandro Luna a dirigé le Bolton Symphony Orchestra lors de la création mondiale de ce premier trio en la majeur, que Luna avait au préalable transcrit, harmonisé, complété et orchestré.
Ce scherzo rappelle l’école de Mannheim, mais annonce aussi Chostakovitch par son chromatisme. Il se développe de façon dansante et vigoureuse.  Le trio évoque un Ländler doux et raffiné. Après une reprise da capo du scherzo, le mouvement est conclu par une coda séparée, en ré majeur.

### Finale
Le Finale est noté « Moderato – Allegro vivace ». Précédé par une introduction lente, le premier thème est un motif fugué qui préfigure en quelque sorte celui du finale de la cinquième symphonie. Cette introduction lente réapparaît en renversement au début du développement.

## Discographie
Le premier enregistrement est celui du seul Scherzo, dans l'édition Wöß, par la Preußische Staatskapelle Berlin dirigée par Fritz Zaun en 1933. Le premier enregistrement intégral est celui d’Henk Spruit avec l'Orchestre philharmonique des Pays-Bas en 1951 (édition Wöß).

### Édition Wöß (1924)
- Henk Spruit, Orchestre philharmonique des Pays-Bas, Concert Hall Society LP, 1952 ; réédition sur CD par Klassic Haus.

Cet enregistrement historique peut être téléchargé librement du site de John Berky.
- Ferdinand Leitner, Sinfonieorchester der Bayerischen Rundfunk en public, 1960 ; réédition sur CD par Orfeo d’Or, 1992
- Bernard Haitink, Concertgebouworkest d’Amsterdam. Philips, 1966

### Édition critique de Nowak (1968)
- Hortense von Gelmini avec les Nürnberger Symphoniker, 1975, LP Colosseum SM 558 / CD Klassic Haus KHCD 2012-007 (avec la Windhaager Messe par Wolfgang Riedelbauch)[5].
- Daniel Barenboim, Chicago Symphony Orchestra. Deutsche Grammophon, 1979
- Eliahu Inbal, Orchestre symphonique de la Radio de Francfort. Teldec 1990
- Georg Tintner, Orchestre symphonique national d'Irlande. Naxos, 1996
- Stanisław Skrowaczewski, Rundfunk-Sinfonieorchester Saarbrücken. Arte Nova et Oehms Classics, 1999
- Gerd Schaller avec la Philharmonie Festiva, 2015 - Profil PH 15035
- Jordi Savall, Le Concert des nations (septembre 2024, Alia Vox AVSA 9963)

L'édition Nowak est incluse dans les « intégrales » des symphonies de Daniel Barenboim, Riccardo Chailly, Eliahu Inbal, Guennadi Rojdestvenski, Georg Solti et Georg Tintner, et plus récemment de notamment Simone Young, Gerd Schaller et Paavo Järvi.